# Мениль, Луи-Поль
Луи-Поль Мениль (фр. Louis Paul Mesnil, 1904 — 1986) — французский энтомолог, специалист по систематике мух тахин. 

## Биография
Его первые публикации появились в начале 1930-х годов и были посвящены различным семействам жуков и двукрылых. Научным руководителем был Жозеф Вильнёв де Жанти. Мениль описал 172 новых родов и 838 новых видов. Онсобрал большую личную коллекцию Tachinidae. собственные сборы он осуществлял во Франции и Швейцарии. Эта коллекция была приобретена Департаментом сельского хозяйства Канады и хранится в Канадской национальной коллекции насекомых (Canadian National Collection of Insects). 

## Таксоны названные в честь Л.-П. Мениля
В честь Л.-П. Мениля названы два рода и 14 видов мух-тахин:
- Mesnilisca Zimin, 1974

- Mesnilius Ozdikmen, 2006

- Alophora mesnili Draber-Monko, 1965
- Atylomyia mesnili Herting, 1981
- Cadurcia mesnili  Verbeke, 1962
- Cistogaster mesnili (Zimin, 1966)
- Clytiomya mesnili Kugler, 1968
- Eurithia mesnili (Zimin, 1957)
- Gymnochaeta mesnili Zimin, 1958
- Gynandromyia mesnili Verbeke, 1962
- Pallasia mesnili Zimin, 1966
- Paratryphera mesnili Herting, 1977
- Peleteria mesnili (Zimin, 1965)
- Phasia mesnili (Draber-Monko, 1965)
- Ramona mesnili Kugler, 1980
- Siphona mesnili Andersen, 1982

## Избранные публикации
Опубликовал более 90 работ о семействе тахин, изданных между 1936 и 1980 годом, в том числе:
1. Mesnil, Louis-Paul. Essai sur les Tachinaires (Larvaevoridae). Monographies publieés par les Stations  et Laboratoires  de Recherches agronomiques 7. — Paris, 1939. — 67 p.
2. Mesnil, Louis Paul. Nouveaux Larvaevoridae exotiques du Muséum de Paris (Diptera) // Revue Française d’Entomologie. — 1944. — Vol. 11. — P. 10-17.
3. Mesnil, Louis Paul. Nouveaux tachinaires d’Orient (deuxième série) // Mémoires de la Société Royale d’Entomologie de Belgique. — 1957. — Vol. 28. — P. 1-80.
4. Mesnil, Louis-Paul. Larvaevorinae (Tachininae). — E. Schweizerbart, 1956. — 1435 p.
5. Mesnil, Louis-Paul. Nouveaux Tachinaires de la region palearctique principalement de l'URSS et du Japon // Bulletin de l'Institut Royal des Sciences Naturelles de Belgique. — 1963. — Vol. 39, № 24. — P. 1-56. — ISSN 0368-0177.
6. Mesnil, Louis-Paul, Erwin Lindner, Benno Herting. Dexiinae. — E. Schweizerbart'sche Verlagsbuchhandlung (Nägele u. Obermiller), 1980.